# Таманрассет (вілаєт)
Таманрассет (араб. ولاية تمنراست‎‎‎‎) — вілаєт на півдні Алжиру. Адміністративний центр — м. Таманрассет. Є найбільшим за територією вілаєтом. Площа — 556 185 км². Населення — 198 700 осіб (2008).

## Географічне положення
На півдні вілаєту проходить кордон з Нігером та Малі. На заході межує з вілаєтом Адрар, на півночі — з вілаєтами Гардая та Уаргла, на сході — з вілаєтом Іллізі.
У вілаєті знаходяться два національних парки — Тассілін-Адджер та Ахаггар.

## Адміністративний поділ
Поділяється на 7 округів та 10 муніципалітетів.
| Алжир | Це незавершена стаття з географії Алжиру. Ви можете допомогти проєкту, виправивши або дописавши її. |